# 艾斯登半岛
艾斯登半岛（法語：Presqu'île d'Eijsden）位于荷兰林堡省艾斯登-马赫拉滕的一个狭长的半岛和自然自然保护区，地处艾斯登以西马斯河（默兹河）东岸。
根据1839年签署的《伦敦条约》，该地区当时位于马斯河的西岸比利时一侧，属于比利时王国领土。1970年至1979年期间，因马斯河截弯取直改造，使得艾斯登半岛成为马斯河东岸的一个半岛，与比利时本土隔绝。为了方便管理，荷兰与比利时两国于2016年在阿姆斯特丹签订两国边界更改、领土互换协议，比利时将艾斯登半岛和伊拉尔半岛换取了原属荷兰的小砾石半岛。2018年1月1日，协议正式生效。